# Krapfenbetteln

Typische Krapfenbettlerstimmung in einer Stube, im Vordergrund kann man die "Sauren Krapfen" erkennen

Das Krapfenbetteln, auch Krapfenschnappen oder Krapfenschnaggeln, ist ein alter Heischebrauch, der zu Allerheiligen oder Allerseelen in Süd- und Osttirol verbreitet ist.
Dabei erhalten verkleidete ortsansässige Burschen oder Männer für ihren Gedichtsvortrag in Schmalz gebackene Krapfen mit verschiedenen Füllungen. Kommen viele Krapfenbettler ins Haus, verheißt das ein gutes und ertragreiches Jahr.

## Ablauf
Krapfenbettler verkleiden sich mit einer aus weißem Linnen bestehenden Gesichtsmaske mit Augenschlitzen und einer langen Nase. In kleinen Gruppen oder einzeln besuchen die Krapfenbettler nach Einbruch der Dunkelheit die in der Umgebung liegenden Bauernhöfe. Ihre Anwesenheit kündigen sie mit Klopfen und Sprüchen an, die in Fistelstimme vorgebracht werden. „La inna, wenns Kropfnbettla sein!“ („Nur herein, wenn es Krapfenbettler sind!“), lautet dann die willkommene Einladung von innen. Die Krapfenbettler stellten sich dann mit einem Spruch vor, wie z.B:
| „I bin a kloans Zapfl und bitt um a Krapfl, um a mogans odo a griens, an liåbigschtn war må a gånz a schians.“ | „Ich bin ein kleiner Wicht, und bitte um einen Krapfen, um einen mit Mohn oder auch mit grüner Einlage gefüllten, am liebsten wäre mir ein ganz schöner.“ |

Spruch aus Pfunders bei Vintl
Die Krapfenbettler bedanken sich bei den Gastgebern mit einem Plausch oder auch mit einem Ständchen mit Tanzeinlage, wenn eine Ziehharmonika oder eine Mundharmonika dabei ist. Dabei wird mit allen Tricks versucht, den vermummten Krapfenbettlern im Gespräch ihre Identität zu entlocken. Diese wiederum machen sich einen Spaß daraus, die Gastfamilie möglichst gekonnt an der Nase herumzuführen, indem theatralisch Rollen zum Besten gegeben werden.

## Ursprung
Die Ursprünge des in der Literatur als alter Brauch beschriebenen Krapfenbettelns liegen in der Totenverehrung und dem Geisterglauben, mit der Hoffnung auf Fruchtbarkeit.
In alter Zeit wurden die erbettelten Krapfen teilweise auf Gräber gelegt. Am Vorabend zu Allerheiligen wurden die Krapfen von Haus zu Haus gehenden armen Leuten zum Geschenk gemacht, Gehbehinderten oder Bettlägerigen wurden sie von den Krapfenbettlern zugetragen.